# Кула (Травник)
Кула је насељено место у Босни и Херцеговини у општини Травник. Административно припада Федерацији Босне и Херцеговине, односно њеном Средњобосанском кантону. Према попису становништва из 2013. у насељу је било 559 становника, а већинску популацију чинили су Хрвати.

## Становништво
По последњем службеном попису становништва из 2013. године у овом насељу живело је 559 становника, а село је било етнички хомогено са већинском хрватском популацијом.
| Националност | 2013. | 1991.        | 1981.        | 1971.        |
| Хрвати       | —     | 444 (98,67%) | 395 (98,50%) | 211 (99,53%) |
| остали       | —     | 6 (1,33%)    | 6 (1,49%)    | 1 (0,47%)    |
| Укупно       | 559   | 450          | 401          | 212          |